# Johann Jakob Hoops
Johann Jakob Hoops (* 1840 in Sittensen; † 1916 in Bremen) war ein Bremer Pädagoge.

## Biografie
Hoops war der Sohn eines Bauern. Er besuchte vier Jahre die Dorfschule in Groß Sittensen und dann von 1850 mit 10 Jahren eine Präparandenschule, also die untere Stufe der Volksschullehrerausbildung. Mit nur 14 Jahren war er Gehilfslehrer in Sievern bei Langen und 1855 in Laven. 1856 war er Präparand am Stader Lehrerseminar und sechs Wochen später Hilfslehrer in Borstel im Alten Land. 1858 erhielt er die Stelle eines Lehrers in Lehe und bald darauf in Bremen im Ortsteil Walle.
1860 legte er die Oberlehrerprüfung ab. Er führte dann die einklassige Schule im Niederblockland. Seit 1864 war er vier Jahrzehnte lang Oberlehrer und Schulvorsteher in Rablinghausen. Er begründete eine Sonderkonferenz der bremischen Landschulen. Als politisch Konservativer war er ein Vertreter für den Religionsunterricht. Ein Nachschlagewerk als Realienbuch zur Bedeutung der Worte blieb unvollendet.
Er war der Vater von Heinrich Hoops, Pastor in Mittelsbüren und von dem Heidelberger Universitätsprofessor Johannes Hoops.
Ehrungen
- Der Hoopsweg in Bremen-Woltmershausen, Ortsteil Rablinghausen, wurde nach ihm benannt.